# The Fight for Freedom
The Fight for Freedom è un cortometraggio del 1908 diretto da David W. Griffith  e Wallace McCutcheon Jr.
È la seconda regia di Griffith, che girò il film in luglio, quasi in contemporanea con la sua pellicola d'esordio, The Adventures of Dollie. Tra gli attori, compare anche il giovane McCutcheon che firma il film insieme a Griffith. I due dirigeranno insieme anche The Black Viper.
Alla Biograph, il regista di punta era Wallace McCutcheon: questi, ammalatosi seriamente, dovette lasciare il posto che fu affidato a suo figlio, Wallace Jr. Ma il giovane McCutcheon, attore di commedie musicali, non dimostrò di avere le doti del padre: dopo un suo debutto disastroso e i due film con Griffith, il capo degli studi, Henry Marvin, affidò l'incarico proprio a Griffith.
Il film segna l'esordio sullo schermo di Kate Bruce, un'attrice di 48 anni che, da quel momento, lavorò lungamente con Griffith.

## Produzione
Prodotto dall'American Mutoscope and Biograph Company

## Distribuzione
Il copyright del film, richiesto dalla American Mutoscope and Biograph Co., fu registrato il 16 luglio 1908 con il numero H113480. Il film - un cortometraggio in una bobina - uscì in sala il 17 luglio 1908.
Non si conoscono copie ancora esistenti della pellicola che viene considerata presumibilmente perduta
.